# Gehyra membranacruralis
Gehyra membranacruralis (порт-морсбійська дтелла) — вид геконоподібних ящірок родини геконових (Gekkonidae). Ендемік Папуа Нової Гвінеї.

## Поширення і екологія
Порт-морсбійські дтелли мешкають на південному сході Нової Гвінеї, за узбережжі затоки Папуа, зокрема в околицях Порт-Морсбі. Вони живуть в первинних і вторинних вологих тропічних лісах. Ведуть денний, нічний спосіб життя.